# Батман (вилает)
Вижте пояснителната страница за други значения на Батман.
Батман (на турски: Batman) е вилает без излаз на море в Югоизточна Турция. Административен център на вилаета е едноименния град Батман. Има население от 634 491 души (2023 г.) и обща площ от 4659 кв. км. Разделен е на 6 общини. Губернатор е Екрем Каналп.

## Население
Численост на населението на вилаета и на едноименният град според преброяванията през годините:
| Година | Вилает       | Град    |
| ------ | ------------ | ------- |
| 1990   | Няма информ. | 147 347 |
| 2000   | 456 734      | 246 678 |
| 2012   | 520 883      | 345 410 |
| 2018   | 585 252      | 413 281 |
| 2023   | 634 491      | 461 354 |